# Brorsons Kirke
Brorsons Kirke ligger i Blågårdens Sogn på Rantzausgade 49 på Nørrebro i Københavns Kommune og er opkaldt efter den danske salmedigter og biskop H.A. Brorson.
Blågårdens Sogn har to kirker - Brorsons Kirke og Hellig Kors Kirke. Brorsons Kirke har siden 1998 fungeret som børne- og ungdomskirke med gudstjenester, koncerter og arrangementer, der er målrettet børn og unge. Nicolaj Stubbe Hørlyck har været ansat som præst i Brorsons Kirke siden 2013.
I Brorsons Kirke er orgel og kirkekor skiftet ud med orkester og forsanger. Kirkebandet Konnect spiller til gudstjenester og kirkelige handlinger, og salmer fortolkes i nye og ofte jazzede arrangementer.
Kirken har to fastansatte musikere: Esben Eyermann, bassist og kapelmester og Janne Mark, sanger, salmedigter og komponist. I 2011 udgav de sammen bogen og cd´en ”Gi´musikken videre” om musikken i Brorsons Kirke. I 2013 udgav Janne Mark albummet ”Salmer fra broen” med 12 helt nye salmer på cd og i nodebog med korarrangementer og klaversatser. 

## Historie
Kirkens arkitekt var Thorvald Jørgensen. Kirken blev indviet Hellig Tre Konger i 1901.
I august 2009, hvor et antal udviste irakere havde søgt tilflugt i kirken (kirkeasyl), blev den centrum for et voldsomt sammenstød mellem politiet og op mod 300 demonstranter.

## Kirkebygningen

### Interiør
- Loftshvælving
- Loftshvælving

#### Alter
- Mosaikvindue over alteret

### Gravminder
Tekst mangler, hjælp os med at skrive teksten

## Eksterne kilder og henvisninger
- Wikimedia Commons har flere filer relateret til Brorsons Kirke
- Brorsons Kirke Arkiveret 31. januar 2011 hos  Wayback Machine hos nordenskirker.dk
- Brorsons Kirke hos KortTilKirken.dk